# Liste der Monuments historiques in Hagenthal-le-Bas
Die Liste der Monuments historiques in Hagenthal-le-Bas führt die Monuments historiques in der französischen Gemeinde Hagenthal-le-Bas auf.

## Liste der Bauwerke
| Bezeichnung                  | Beschreibung                      | Standort                 | Kennzeichnung | Schutzstatus | Datum | Bild           |
| ---------------------------- | --------------------------------- | ------------------------ | ------------- | ------------ | ----- | -------------- |
| Jüdischer Friedhof           | um 1800 angelegt                  | Rue des Près (Lage)      | PA00085778    | Inscrit      | 1992  |                |
| Schloss der Familie Eplingen | im 16. und 17. Jahrhundert erbaut | 2 rue de Bettlach (Lage) | PA68000057    | Inscrit      | 2010  | weitere Bilder |

## Liste der Objekte
| Bezeichnung                        | Beschreibung                                                | Standort                                            | Kennzeichnung | Schutzstatus | Datum | Bild |
| ---------------------------------- | ----------------------------------------------------------- | --------------------------------------------------- | ------------- | ------------ | ----- | ---- |
| Orgel                              | Ensemble aus PM68000885 und PM68000886                      | in der Kirche Sts-Pierre-et-Paul (Lage)             | PM68000884    | Classé       | 2000  |      |
| Orgelprospekt                      | 1846 von Valentin Rinckenbach gebaut                        | in der Kirche Sts-Pierre-et-Paul (Lage)             | PM68000885    | Classé       | 2000  |      |
| Instrumentalteil der Orgel         | 1846 von Valentin Rinckenbach gebaut                        | in der Kirche Sts-Pierre-et-Paul (Lage)             | PM68000886    | Classé       | 2000  |      |
| Zwei Skulpturen: Petrus und Paulus | Holz, stuckiert und farbg gefasst, 18. oder 19. Jahrhundert | in der Kirche Sts-Pierre-et-Paul (Lage)             | PM68001063    | Inscrit      | 1988  |      |
| Pietà                              | Nussbaumholz, farbig gefasst, 18. oder 19. Jahrhundert      | in der Kapelle Exaltation-de-la-Sainte-Croix (Lage) | PM68001062    | Inscrit      | 1988  |      |